# كرة المضرب في دورة الألعاب العربية 1997
دورة الألعاب العربية الثامنة حدثت وقائعها في العاصمة اللبنانية بيروت سنة 1997 وذلك للفترة من 12 يوليو ولغاية 27 يوليو. 

## النتائج الكاملة

### رجال
| Event       | ذهبية                                     | فضية                                      | برونزية                                                                    |
| ----------- | ----------------------------------------- | ----------------------------------------- | -------------------------------------------------------------------------- |
| فردي الرجال | عمرو غنيم (مصر)                           | عبد الحق حمر العين (الجزائر)              | طلال وهابي (المغرب)                                                        |
| فردي الرجال | عمرو غنيم (مصر)                           | عبد الحق حمر العين (الجزائر)              | جهاد الديب (مصر)                                                           |
| زوجي الرجال | لبنان - علي حمادة - هشام زعتيني           | المغرب - بلال شمس الدين - كريم بن منصور   | مصر - عمرو غنيم - جهاد الديب                                               |
| زوجي الرجال | لبنان - علي حمادة - هشام زعتيني           | المغرب - بلال شمس الدين - كريم بن منصور   | الجزائر - نجيم حكيمي - عبد الحق حمر العين                                  |
| فِرق الرجال  | لبنان - علي حمادة - هشام زعتيني - شون كرم | مصر - عمرو غنيم - جهاد الديب - كريم مامون | الجزائر - نجيم حكيمي - عبد الحق حمر العين - نور الدين محمودي - محمد محمودي |
| فِرق الرجال  | لبنان - علي حمادة - هشام زعتيني - شون كرم | مصر - عمرو غنيم - جهاد الديب - كريم مامون | المغرب - طلال وهابي - بلال شمس الدين - كريم بن منصور                       |

### سيدات
| Event        | ذهبية                                                     | فضية                                                            | برونزية                                                                |
| ------------ | --------------------------------------------------------- | --------------------------------------------------------------- | ---------------------------------------------------------------------- |
| فردي السيدات | بهية محتسن (المغرب)                                       | سليمة صفر (تونس)                                                | ليندا سميرة (لبنان)                                                    |
| فردي السيدات | بهية محتسن (المغرب)                                       | سليمة صفر (تونس)                                                | لمياء السعودي (المغرب)                                                 |
| زوجي السيدات | المغرب - بهية محتسن - لمياء السعدي                        | تونس                                                            | مصر                                                                    |
| زوجي السيدات | المغرب - بهية محتسن - لمياء السعدي                        | تونس                                                            | الجزائر - نبيلة بوشابو - لمياء حمر العين                               |
| فِرق السيدات  | المغرب - بهية محتسن - لمياء السعدي - مريم عدو - مريم حداد | تونس - سليمة صفر - ايناس الزوابي - ابتسام الساسي - اسماء السايس | مصر - ياسمين عبد الله - مروة علواني - انجي الطويل - داليدا الشيخ       |
| فِرق السيدات  | المغرب - بهية محتسن - لمياء السعدي - مريم عدو - مريم حداد | تونس - سليمة صفر - ايناس الزوابي - ابتسام الساسي - اسماء السايس | الجزائر - لمياء حمر العين - سميرة تالورابت - سعيدة حراو - نبيلة بوشابو |